# Gauliga Pommern 1941/42
Die Gauliga Pommern 1941/42 (offiziell: Bereichsklasse Pommern 1941/42) war die neunte Spielzeit der Gauliga Pommern des Deutschen Fußball-Bundes. Die Gauliga Pommern wurde erneut in zwei Gruppen aufgeteilt. Die jeweiligen Gruppensieger spielten in Finalspielen die Gaumeisterschaft aus. Die Gaumeisterschaft sicherte sich zum ersten Mal der LSV Pütnitz im Finale gegen den SV Viktoria Stolp und qualifizierte sich dadurch für die deutsche Fußballmeisterschaft 1941/42. Bei dieser schieden die Pütnitzer bereits in der Qualifikationsrunde nach einer 1:3-Auswärtsniederlage gegen Blau-Weiß 90 Berlin aus.

## Abteilung Ost

### Kreuztabelle
| 1941/42                | SV Viktoria Stolp | Kösliner SV Phönix | SV Viktoria Kolberg | SV Germania Stolp | HSV Hubertus Kolberg | SV Stern-Fortuna Stolp |
| ---------------------- | ----------------- | ------------------ | ------------------- | ----------------- | -------------------- | ---------------------- |
| SV Viktoria Stolp      |                   | 7:1                | 6:1                 | 2:3               | 1:0                  | 4:2                    |
| Kösliner SV Phönix     | 6:2               |                    | 1:0                 | 2:1               | 3:5                  | 5:2                    |
| SV Viktoria Kolberg    | 2:0               | 2:3                |                     | +0:0 a            | 3:1                  | 1:2                    |
| SV Germania Stolp      | 1:6               | +0:0 b             | 2:3                 |                   | 4:2                  | 1:1                    |
| HSV Hubertus Kolberg   | 2:3               | 7:3                | 3:1                 | 2:2               |                      | 0:1                    |
| SV Stern-Fortuna Stolp | 1:2               | 1:7                | 1:8                 | 0:2               | 0:10                 |                        |

### Abschlusstabelle
| Pl. | Verein                   | Sp. | S | U | N | Tore    | Quote | Punkte |
| --- | ------------------------ | --- | - | - | - | ------- | ----- | ------ |
| 1.  | SV Viktoria Stolp        | 10  | 7 | 0 | 3 | 033:190 | 1,74  | 14:60  |
| 2.  | Kösliner SV Phönix       | 10  | 6 | 0 | 4 | 031:270 | 1,15  | 12:80  |
| 3.  | SV Viktoria Kolberg      | 10  | 5 | 0 | 5 | 021:190 | 1,11  | 10:10  |
| 4.  | SV Germania Stolp        | 10  | 4 | 2 | 4 | 016:180 | 0,89  | 10:10  |
| 5.  | HSV Hubertus Kolberg (N) | 10  | 4 | 1 | 5 | 032:210 | 1,52  | 09:11  |
| 6.  | SV Stern-Fortuna Stolp   | 10  | 2 | 1 | 7 | 011:400 | 0,28  | 05:15  |

| (N) | Aufsteiger aus den 1. Klassen |

## Abteilung West

### Kreuztabelle
| 1941/42           |     | LSV Stettin |      | Stettiner SC | VfL Stettin | MTV Pommerensdorf |
| ----------------- | --- | ----------- | ---- | ------------ | ----------- | ----------------- |
| LSV Pütnitz       |     | 4:2         | 3:1  | 4:3          | 5:1         | 11:0              |
| LSV Stettin       | 1:7 |             | 8:3  | 3:0          | 4:1         | 8:0               |
| LSV Parow         | 3:5 | 0:4         |      | 4:3          | 1:0         | 10:1              |
| Stettiner SC      | 1:3 | 1:4         |      |              | 1:1         | 11:2              |
| VfL Stettin       |     | 2:7         | 1:4  | 4:9          |             | 0:0               |
| MTV Pommerensdorf | 0:9 | 2:11        | 2:10 | 2:2          | 4:4         |                   |

### Abschlusstabelle
| Pl. | Verein            | Sp. | S | U | N | Tore    | Quote | Punkte |
| --- | ----------------- | --- | - | - | - | ------- | ----- | ------ |
| 1.  | LSV Pütnitz       | 9   | 9 | 0 | 0 | 051:120 | 4,25  | 18:0   |
| 2.  | LSV Stettin (M)   | 10  | 8 | 0 | 2 | 052:200 | 2,60  | 16:40  |
| 3.  | LSV Parow (N)     | 9   | 5 | 0 | 4 | 036:270 | 1,33  | 10:80  |
| 4.  | Stettiner SC      | 9   | 2 | 2 | 5 | 031:270 | 1,15  | 06:12  |
| 5.  | VfL Stettin       | 9   | 0 | 3 | 6 | 014:350 | 0,40  | 03:15  |
| 6.  | MTV Pommerensdorf | 10  | 0 | 3 | 7 | 013:760 | 0,17  | 03:17  |

| (M) | Titelverteidiger              |
| (N) | Aufsteiger aus den 1. Klassen |

## Finalspiele Gaumeisterschaft
Das erste Spiel fanden am 29. März 1942 auf der Hindenburgkampfbahn in Stolp statt. Das zweite Spiel sollte am 19. April 1942 in Stettin stattfinden, Viktoria Stolp verzichtete jedoch auf Grund von Aufstellungsschwierigkeiten in Folge von Spielermangel auf die Austragung der zweiten Partie.

### Hinspiel
| SV Viktoria Stolp                            | SV Viktoria Stolp | LSV Pütnitz | LSV Pütnitz |
| -------------------------------------------- | --- | --- | ----------- |
| SV Viktoria Stolp                            | \| 29. März 1942 in Stolp (Hindenburgkampfbahn) \| \| Ergebnis: 1:6 (1:2) \| \| Zuschauer: 700 \| \| Schiedsrichter: Sauer (Neustettin) \| | \| 29. März 1942 in Stolp (Hindenburgkampfbahn) \| \| Ergebnis: 1:6 (1:2) \| \| Zuschauer: 700 \| \| Schiedsrichter: Sauer (Neustettin) \| | LSV Pütnitz |
| SV Viktoria Stolp                            | Wisweh – Ott, Kroll – Tietz, Scheffler, Hansen – Kaltofe, Wolgast, Röttgers, Hannes Kirk, Genseburg                                        | Werner Lässig – Herwig, Willi Anton – Sagefka, Wilhelm Schmidt, Saveur – Wulff, Schaffranke, Strempel, Max Tappe, Schwinning               | LSV Pütnitz |
| SV Viktoria Stolp                            | 1:0 Wolgast (22.) | 1:1 Schaffranke 1:2 Tappe (29.) 1:3 Strempel (64.) 1:4 Strempel (??.) 1:5 Strempel (85.) 1:6 Strempel (89.)                                | LSV Pütnitz |
| 29. März 1942 in Stolp (Hindenburgkampfbahn) | | |             |
| Ergebnis: 1:6 (1:2)                          | | |             |
| Zuschauer: 700                               | | |             |
| Schiedsrichter: Sauer (Neustettin)           | | |             |

## Aufstiegsrunde

### Gruppe Ost
- LSV Kamp-Köslin (Sieger 1. Klasse Bezirk 6 Persantebezirk)

### Gruppe West
| Pl. | Verein                                                          | Sp. | S | U | N | Tore    | Quote | Punkte |
| --- | --------------------------------------------------------------- | --- | - | - | - | ------- | ----- | ------ |
| 1.  | LSV Dievenow (Sieger 1. Klasse Bezirk 2 Greifenbezirk)          | 4   | 4 | 0 | 0 | 018:800 | 2,25  | 08:0   |
| 2.  | LSV Barth (Sieger 1. Klasse Bezirk 1 Ernst-Moritz-Arndt-Bezirk) | 4   | 2 | 0 | 2 | 009:800 | 1,13  | 04:40  |
| 3.  | VfB Reichspost 08 Stettin (Sieger 1. Klasse Bezirk 3 Oderland)  | 4   | 0 | 0 | 4 | 009:200 | 0,45  | 0:80   |